# 787 př. n. l.
Století: 9. století př. n. l. – 8. století př. n. l. – 7. století př. n. l.
Roky: 792 791 790 789 788 – 787 – 786 785 784 783 782

## Hlava státu
- od roku 787 – 766 př. n. l. vládl v Malé Asii král Argišti
- Asýrie – Adad-nirári III.
- Babylonie – Eriba-Marduk